# Anthemurgus passiflorae
Anthemurgus passiflorae är en biart som beskrevs av Robertson 1902. Anthemurgus passiflorae ingår i släktet Anthemurgus och familjen grävbin. Inga underarter finns listade i Catalogue of Life.